# Kate Duignan
Katherine (Kate) Duignan (n. 1974 - ) este o scriitoare neozeelandeză.

## Biografie
Duignan a fost născută în orașul Wellington, Noua Zeelandă. Prima nuvelă a scriitoarei, intitulată Breakwater, a fost publicată în anul 2001. Kate a terminat studiile facultății Creative Writing din cadrul Univeristății Victoria, Wellington.

## Lucrări

### Breakwater (2001)
Breakwater este opera de debut a lui Duignan, fiind publicată în 2001 de Victoria University Press, unde aceasta și-a finalizat studiile în anul 2000.

### The New Ships (2018)
Duignan a publicat nuvela intitulată The New Ships în 2018, aceasta vorbind despre Peter Collie, un personaj fictiv care locuiește în Wellington, după atentatele din 11 septembrie 2001. Petter călătorește în Londra, capitala Regatului Unit, ajungând inclusiv în Subcontinentul Indian. Cartea are un număr de 362 de pagini și a fost publicată de Victoria University Press.

## Nominalizări și premii
Ficțiunea The New Ships a fost nominalizată în anul 20019 pentru Premiile Literare Ockham.